# Evans Ridge
Evans Ridge ist ein wuchtiger und 19 km langer Gebirgskamm in den Victory Mountains im ostantarktischen Viktorialand. Mit nordsüdlicher Ausrichtung ragt er zwischen dem Midway- und dem McKellar-Gletscher auf.
Der United States Geological Survey kartierte ihn anhand eigener Vermessungen und Luftaufnahmen der United States Navy zwischen 1960 und 1964. Das Advisory Committee on Antarctic Names benannte ihn 1966 nach Arthur Evans, Sekretär des New Zealand Antarctic Place-Names Committee.